# Tual
Tual är en stad på ön Dullah i provinsen Maluku (Moluckerna) i Indonesien. Folkmängden uppgår till cirka 75 000 invånare..

## Administrativ indelning
Tual fick stadsrättigheter 2007.
Tual är indelad i fyra administrativa underdistrikt (kecamatan):
- Pulau Dullah Selatan
- Pulau Dullah Utara
- Pulau-Pulau Kur
- Tayando Tam

Centrala Tual omfattar nästan hela Pulau Dullah Selatan, och Pulau Dullah Utara omfattar den norra delen av ön Dullah. Pulau-Pulau Kur och Tayando Tam består i huvudsak av mindre, omgivande öar.